# Anoba serpentina
Anoba serpentina är en fjärilsart som beskrevs av Walker 1865. Anoba serpentina ingår i släktet Anoba och familjen nattflyn. Inga underarter finns listade i Catalogue of Life.